# Lutherdenkmal (Möhra)

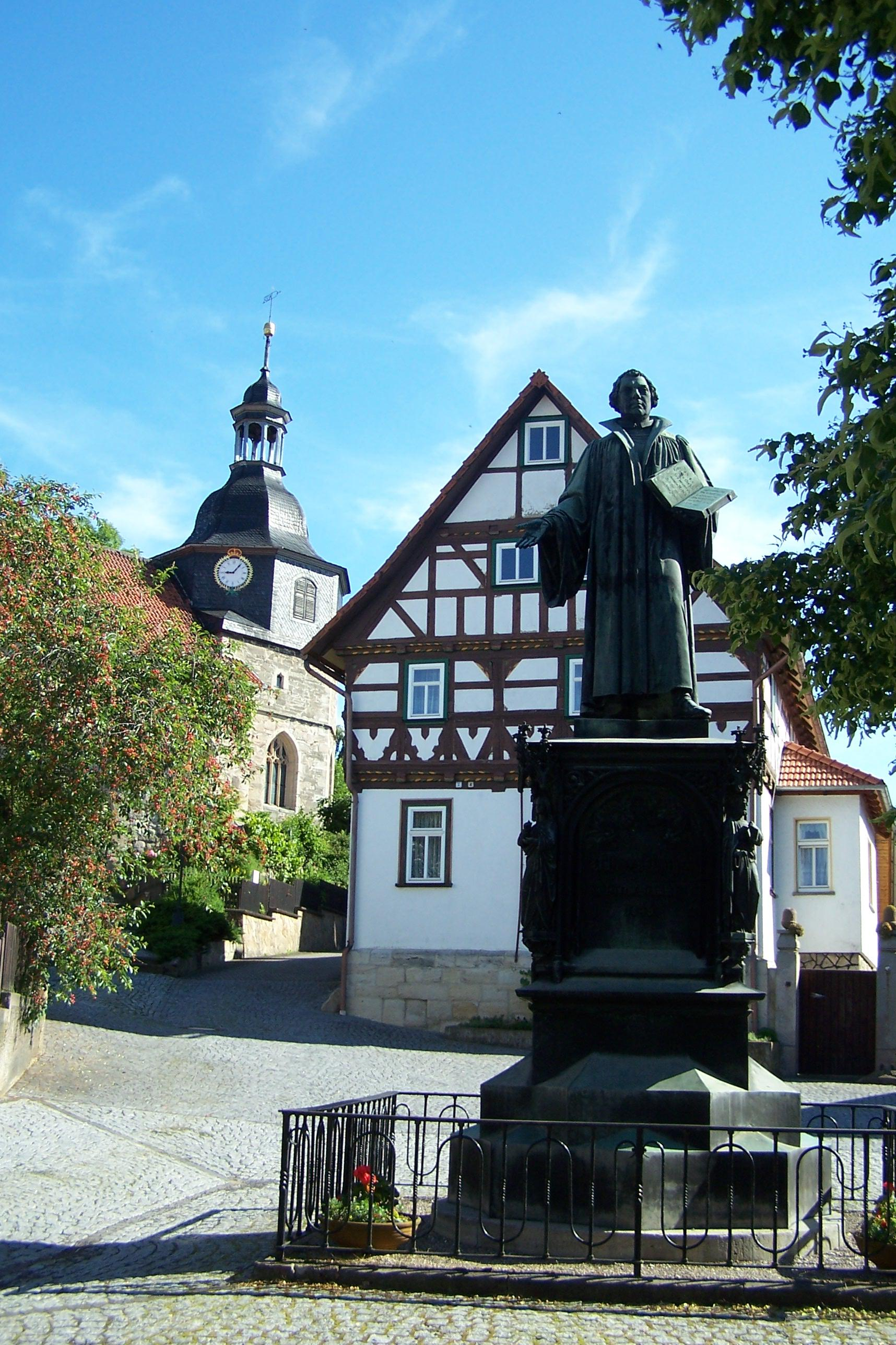
Gesamtansicht (2009)

Das Lutherdenkmal in Möhra ist ein Denkmal im Ortsteil Möhra der Kreisstadt Bad Salzungen im Wartburgkreis in Thüringen.

## Standort
Das Lutherdenkmal in Möhra befindet sich auf dem Lutherplatz im Zentrum der Ortslage. Der kleine Platz unterhalb der Kirche befindet sich neben dem „Lutherhaus“. Hier stand  nach der Überlieferung eine Linde, unter welcher Martin Luther auf seiner Rückreise von Worms nach Wittenberg seine Verwandten in Möhra besuchte und am 4. Mai 1521 gepredigt haben soll.

## Geschichte

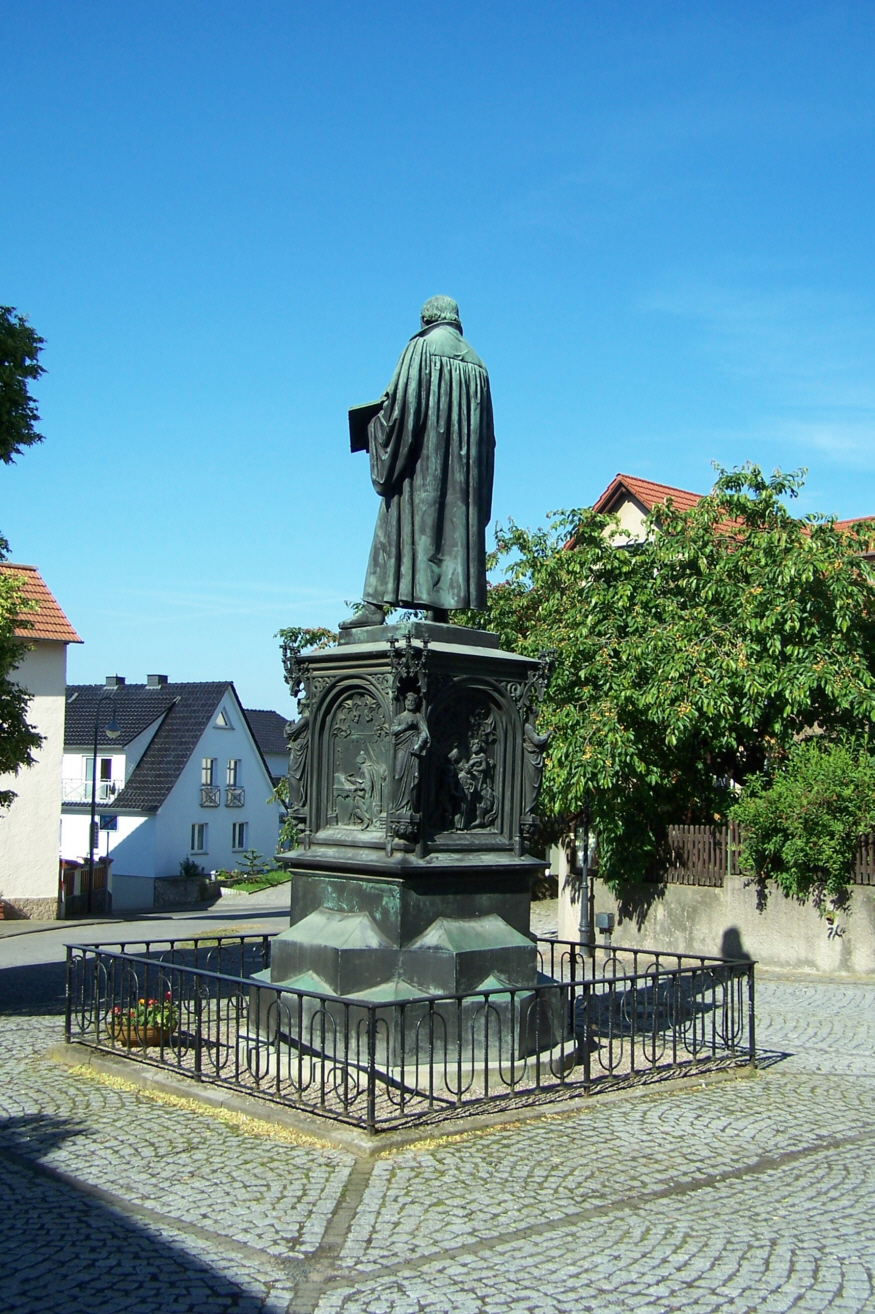
Rückwärtige Ansicht

### Vorbereitungen zum Lutherjubiläum 1846
Am 18. Februar 1846 sollte der 300. Todestag Martin Luthers in ganz Deutschland festlich begangen werden. Dieser Tag wurde schon Jahre zuvor von Ludwig Bechstein und seinem Freund, Hofbildhauer Ferdinand Müller, ins Auge gefasst. Es wurde die Idee entwickelt, in Möhra, einem kleinen Ort im Meininger Unterland, zugleich Stammsitz der thüringischen Lutherfamilie, die bedeutendste Jubiläumsfeier abzuhalten. Die Organisation setzte die Zustimmung der Fürstenfamilie voraus, und nach kurzer Beratung wurde Hofrat Ludwig Bechstein von der herzoglichen Verwaltung mit der Organisation betraut. Zunächst wurden von ihm Vorschläge für die Art der Ehrung entgegengenommen:
- Die Mehrzahl der eingehenden Meldungen nannte ein Denkmal, es solle in Möhra oder am Schloss Altenstein errichtet werden.
- Einige Möhraer wollten die Restaurierung des Lutherhauses veranlassen und forderten, dort ein Luther-Museum zu gründen.
- Der Reformpädagoge Friedrich Fröbel meldete sich zu Wort und schlug die Einrichtung eines Musterkindergartens in Möhra vor.

Die Mehrzahl der Wortmeldungen verhalf der Idee des Lutherdenkmals in Möhra zum Durchbruch.
Für die Finanzierung des Denkmals war die Kirchgemeinde zu klein, es wurden deshalb Spendenaufrufe in vielen thüringischen Zeitungen abgedruckt. Die Sammlung war sehr erfolgreich. Als erste Spende zum Bau wurde eine Zuwendung der Schwester Friedrich Schillers, Hofrätin Reinwald in Meiningen, registriert. Auch die herzogliche Familie von Sachsen-Meiningen gab reichlich, selbst die britische Königin Adelheid beteiligte sich mit einer Spende. Weitere Zusendungen trafen aus Schweden und Preußen und von den thüringischen und hessischen Fürstenhäusern ein.
Die Lutherstatue auf dem Dorfplatz entstand 1858 nach dem Entwurf des Meininger Bildhauers Ferdinand Müller in der Gießerei von Jacob Daniel Burgschmiet. Der Transport des ehernen Denkmals konnte mit der damals bereits bestehenden Werrabahn bis nach Immelborn durchgeführt werden. Möhraer Bauern transportierten das Denkmal die letzte Strecke mit Pferdefuhrwerken bis an seinen Bestimmungsort.

### Einweihungsfeier
Am 25. Juni 1861 erfolgte die feierliche Einweihung mit einem Festakt. Anwesend waren unter anderen:
- Erbprinz Georg II. von Meiningen (der spätere Theaterherzog), Sohn von Bernhard II.
- seine Gemahlin Prinzessin Feodora
- Prinz Bernhard III. und Prinzessin Marie
- Holzbildhauer Ferdinand Müller Erzgießer Lenz und Herold aus Nürnberg
- Baurat Döbner (Hofrat Bechstein erlebte die Enthüllung nicht mehr)
- Oberhauptmann Freiherr von Todenwarth
- Oberhofprediger Ackermann

Mit dem bekannten Lutherlied „Eine Feste Burg ist unser Gott“ wurde das Denkmal enthüllt.

### Die verordnete Einschmelzung unterblieb

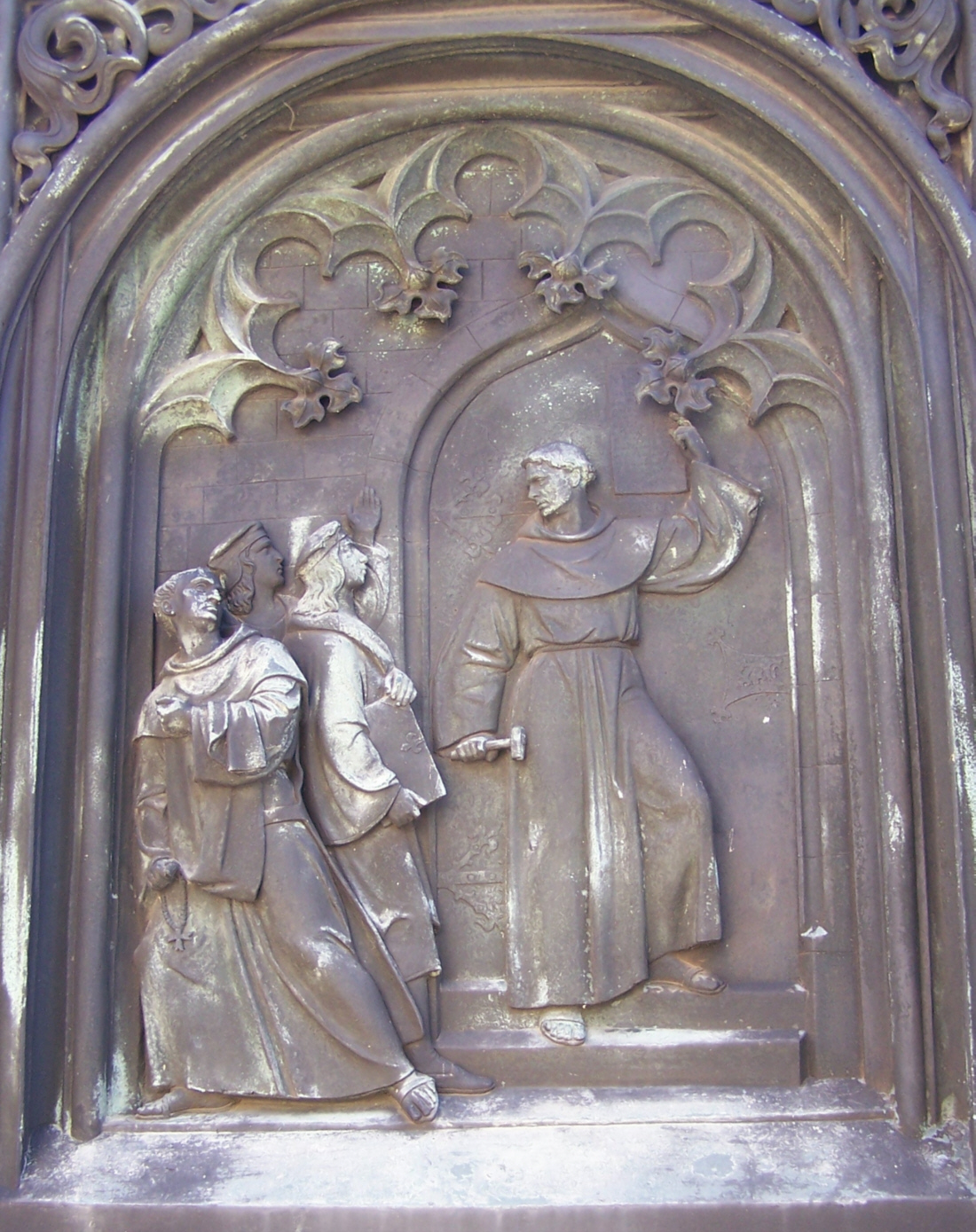
Thesenanschlag

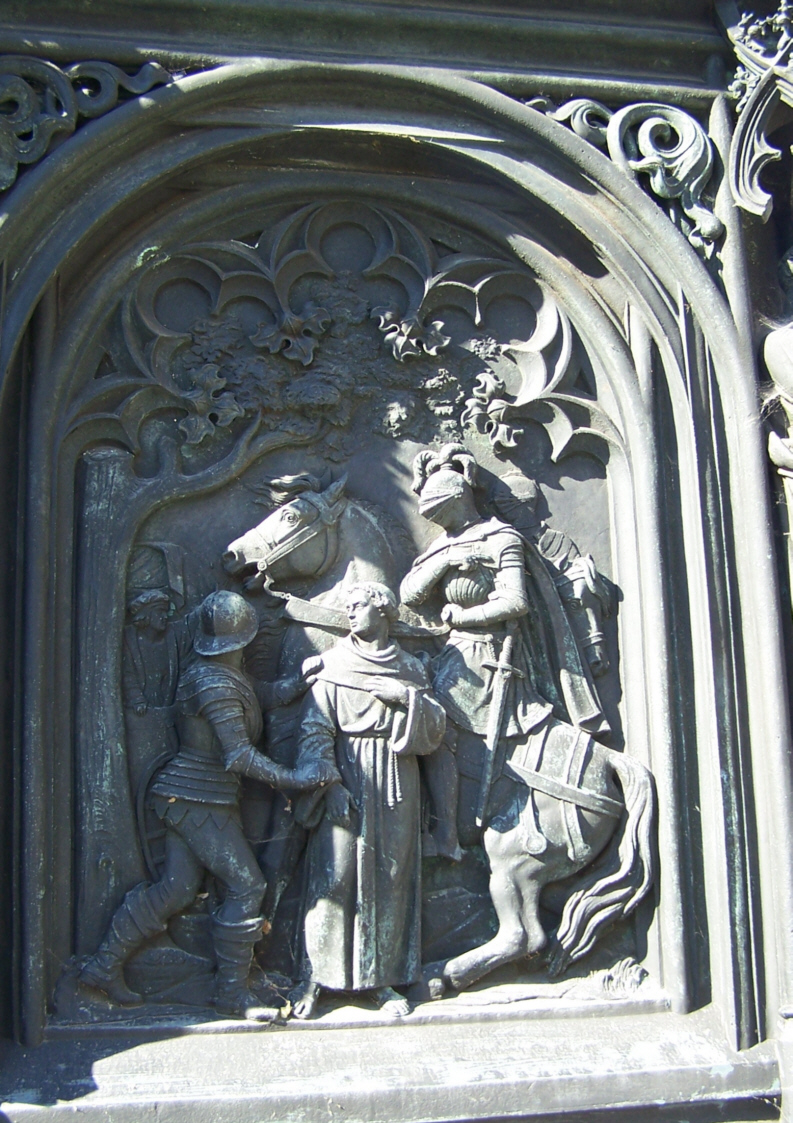
Luthers Gefangenennahme

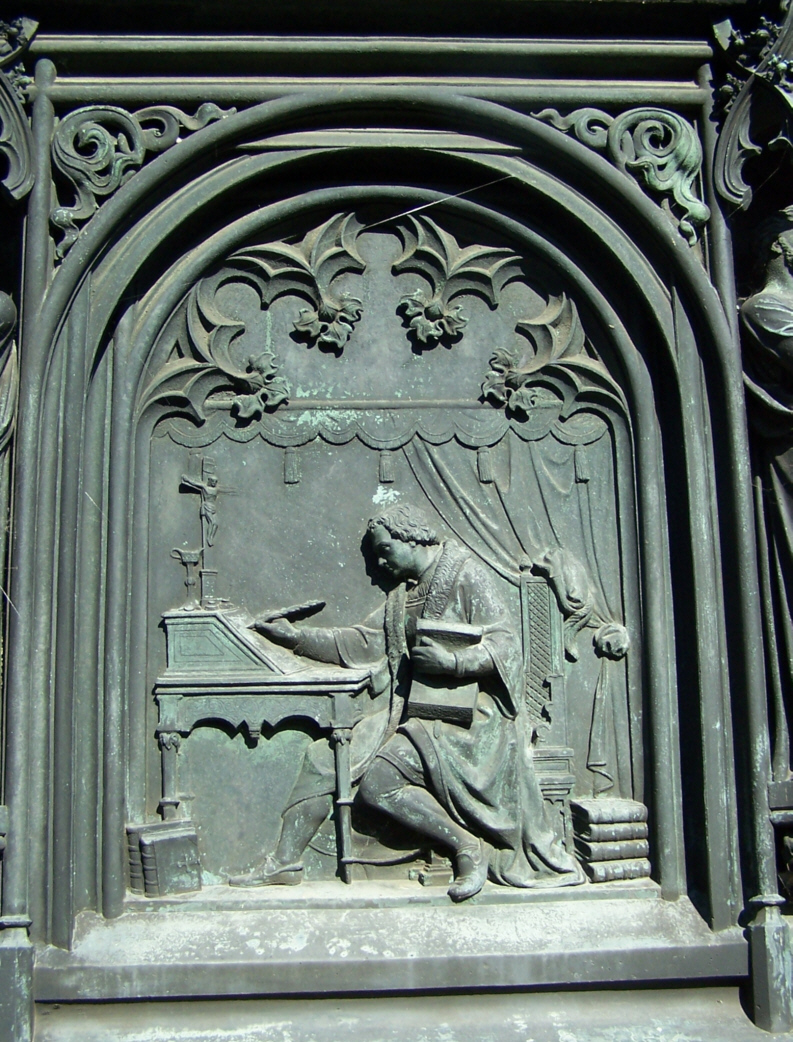
Junker Jörg

Während des Zweiten Weltkrieges wurde die behördlich angeordnete Bereitstellung von Buntmetall für die deutsche Rüstungsindustrie auch auf Kirchenglocken und Denkmäler ausgeweitet. Die thüringische Kulturkammer war befugt, über die Verwendung der jeweiligen „Spende“ zu entscheiden. Die in Weimar sitzende Behörde gab 1942 die Erlaubnis, das Lutherdenkmal in Möhra zu demontieren, um es der Kriegswirtschaft zuführen zu können. Die Anordnung wurde aber in Möhra nicht befolgt. Der Möhraner Heinrich Hofmann, der die Akten zur Bestätigung erhalten hatte, gab sie nicht unverzüglich an die Reichskulturkammer weiter. Als man in Berlin das Fehlen der Unterlagen bemerkte, wurden von dort aus die Abbrucharbeiten angeordnet. Doch mithilfe einsichtiger Beamten in Meiningen gelang es Hofmann abermals, die Ausführung zu verzögern. So wurde das Denkmal gerettet.

### Das Lutherfest 1996
Am 23. Juni 1996 wurde in Möhra mit einem Lutherfest der Einweihung des Lutherdenkmals vor 135 Jahren gedacht. Von Laienschauspielern wurden die damaligen Ereignisse mit abschließender Enthüllungszeremonie nachgespielt.

## Beschreibung des Denkmals
Das Lutherdenkmal in Möhra zeigt den Reformator auf einem Sockel stehend.
„Unserem Luther in seinem Stammort 1846“ liest man.
Der Sockel zeigt an den Seitenflächen drei Reliefs mit Schlüsselszenen seines Lebens:
- der Thesenanschlag in Wittenberg
- die Gefangennahme nahe Schloss Altenstein;
- als Junker Jörg bei der Bibelübersetzung auf der Wartburg.

An den vier Kanten des Piedestals sieht man die Evangelisten, erkennbar an ihren Emblemen, dargestellt:
- an der rechten vorderen Kante steht Johannes (Adler)
- an der linken vorderen Kante Matthäus (Engel)
- an der hinteren linken Kante Lukas (Löwe)
- an der hinteren rechten Kante Markus (Stierkopf).

Die überlebensgroße Skulptur zeigt Luther mit der aufgeschlagenen Bibel in der linken Hand.
Man findet die Worte aus dem Johannesevangelium, die Luthers Anliegen deutlich machen:
„So ihr bleiben werdet an meiner Rede, so seid ihr meine rechten Jünger und werdet die Wahrheit erkennen, und die Wahrheit wird euch frei machen. “ (Joh 8,31-32 )
Auf der anderen Seite des Buches wurde ein Widmungsspruch Ludwig Bechsteins eingraviert:
„Ein Denkmal, Luther, hast Du Dir gestiftet und in Marmortafeln der Geschichte die Heil'ge Kunde klar und tief hgegraben. Saß Wahrheit ewig ist und daß zunichte der Herr den Trug macht, der die Welt vergiftet. “
Im Jahre 1991 wurde das Denkmal von der Herstellerfirma Burgschmiet Jacob Daniel Burgschmiet gründlich renoviert.

## Bedeutung
Das Lutherdenkmal in Möhra ist eines der bekanntesten Wahrzeichen des Wartburgkreises, es wurde als stilistisches Vorbild für Luther-Medaillen und weitere Lutherdenkmäler benutzt. Allerdings befindet sich nicht weit davon entfernt, beim benachbarten Steinbach, ein weiteres Lutherdenkmal.